# Никко Тосё-гу
Никко Тосё-гу (яп. 日光東照宮 Никко: То:сё:-гу:) — синтоистское святилище в японском городе Никко, префектура Тотиги.

## История

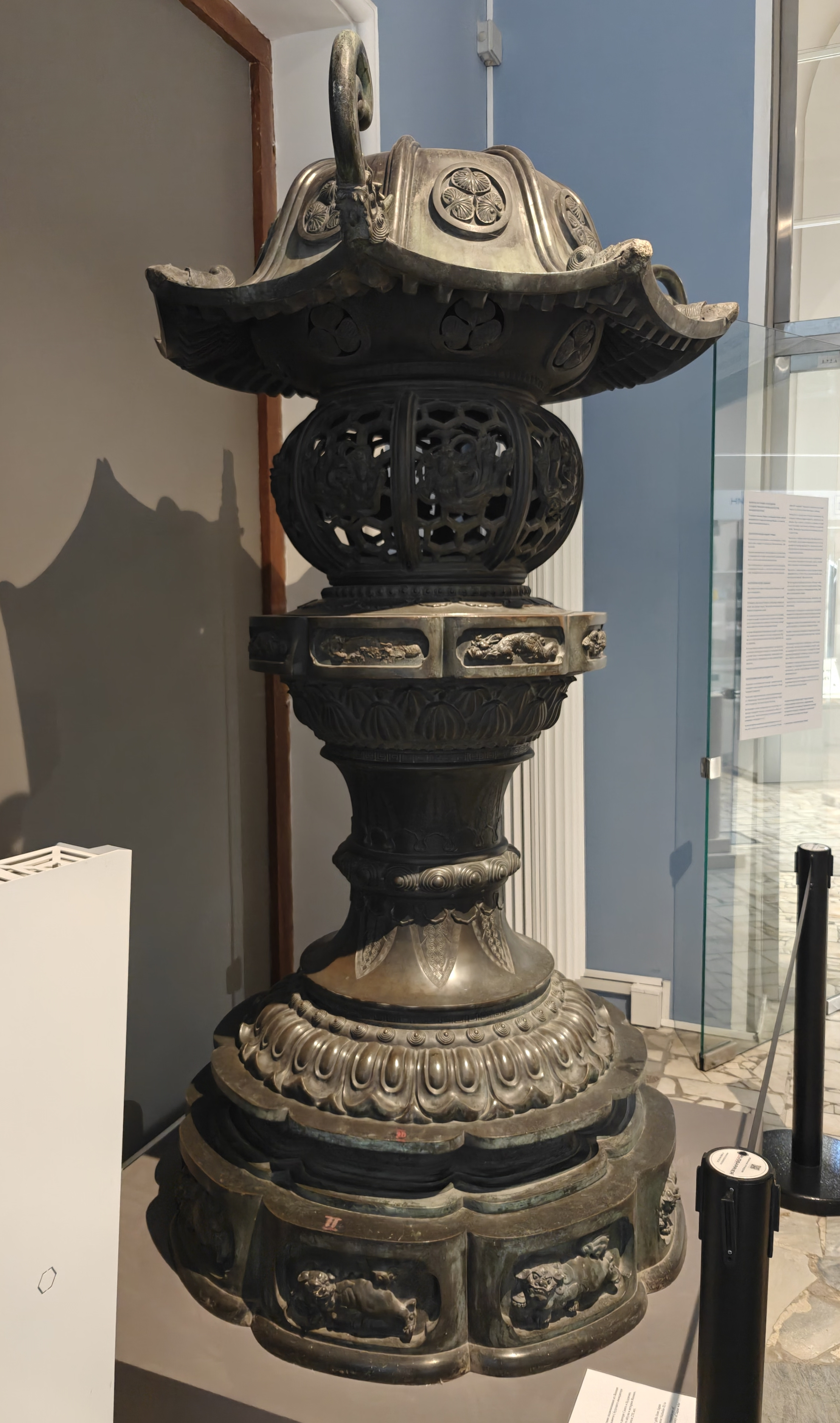
Светильники XVII века, изначально располагавшиеся в святилище и в 1891 году перевезённые в Зимний дворец

Храм и святилище Никко Тосё-гу посвящён сёгуну и полководцу Токугаве Иэясу, основателю династии Токугава. Построен в 1617 году, во время правления сына Иэясу, Токугавы Хидэтады. При внуке Иэясу, сёгуне Токугаве Иэмицу, святилище было перестроено и расширено; к этому времени относится нынешнее главное его здание. В 1999 году Тосё-гу, наряду с другими храмами Никко, был внесён в список Всемирного наследия ЮНЕСКО. Никко Тосё-гу является местом захоронения самого Токугавы Иэясу и местом поклонения его памяти, а также самым известным Тосё-гу (то есть храмом, где почитается Токугава Иэясу) в Японии. Во времена эпохи Эдо сёгуны Токугава организовывали две ежегодные процессии из Эдо к Никко Тосё-гу, называемые Шествие тысячи воинов (Сэннин-гёрэцу) — во время праздников Весны (17-18 мая) и Осени (17 октября).
Национальными сокровищами Японии объявлены восемь зданий святилища и два принадлежащих храму священных меча. Среди этих зданий — Главный зал (хондэн), Каменный зал (Иси-но-ма), Зал Молебствий (хайдэн), Башенный проход (Ёмэй-мон, Ворота Солнечного света), построенные в 1636 году. К могиле Иэясу ведут сотни каменных ступеней, сквозь рощу из елей, к внутренней части святилища (Окуноин). Останки великого сёгуна хранятся в бронзовой урне, в отдельном небольшом святилище Окуся-хото. Окуся-хото был первоначально, в 1622 году, построен как деревянная пагода, которая в 1641 году была заменена на каменный вариант, а после землетрясения, в 1683 году — на бронзовый, со встроенным предохранителем от попадания внутрь влаги.
От посмертного имени Токугавы — Тосё-Дай-Гонгэн (東照大権現 «Великий бог-спаситель, что озарил Восток») — произошло название храмового стиля гонгэн-дзукури.

## Галерея

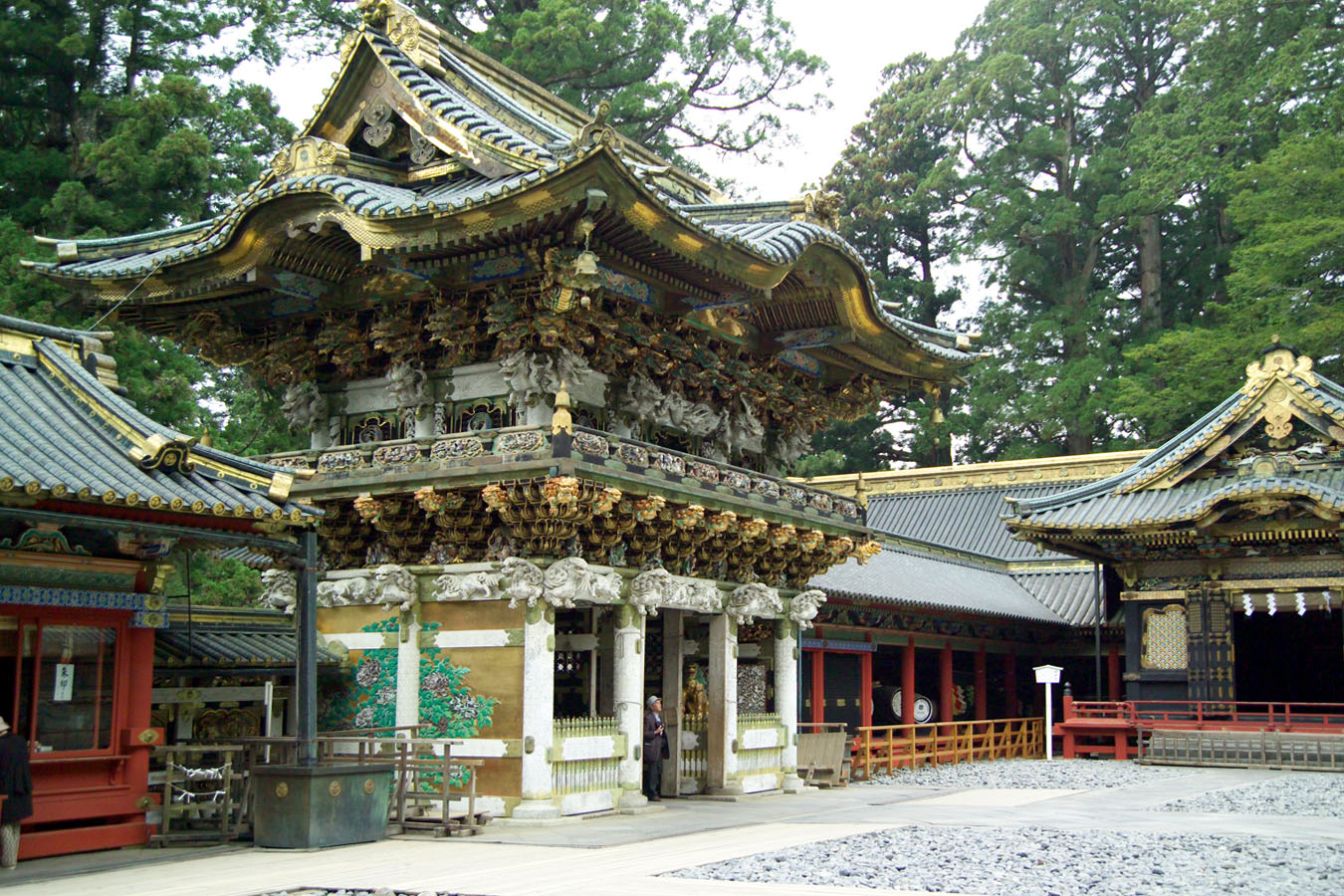
Ёмэй-мон
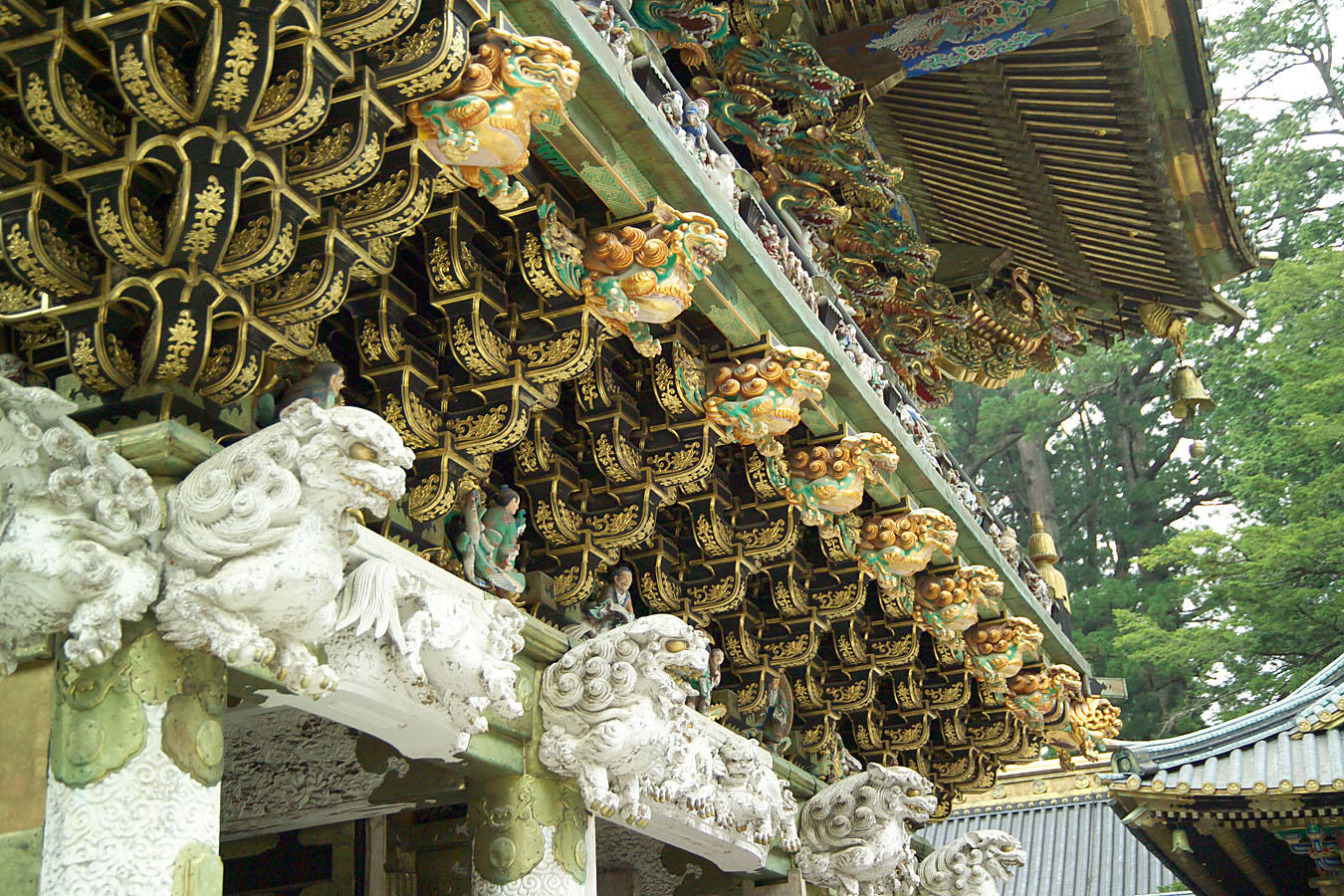
Декоративные украшения в Ёмэй-мон
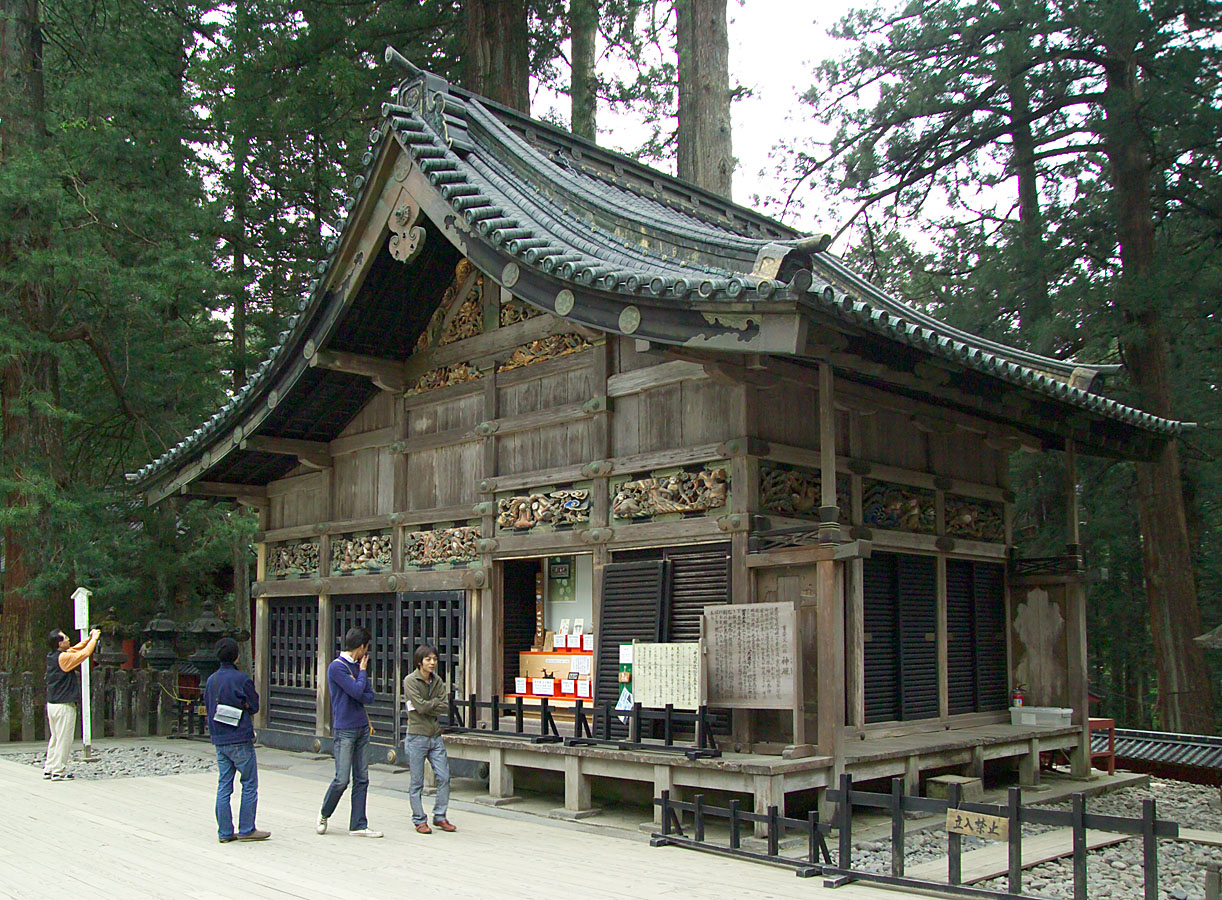
Священная конюшня
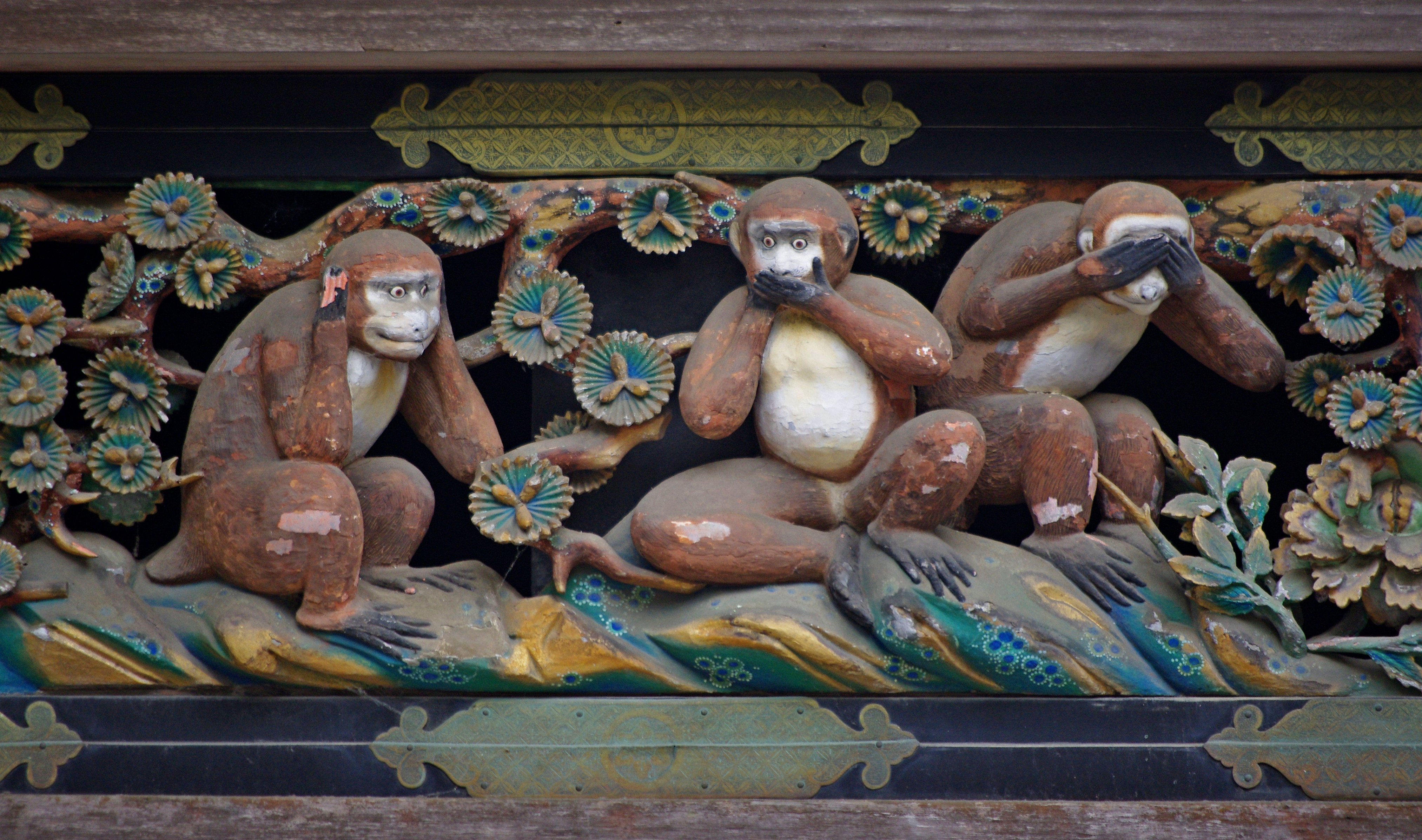
Знаменитая резьба Три обезьяны на входе в Священную конюшню
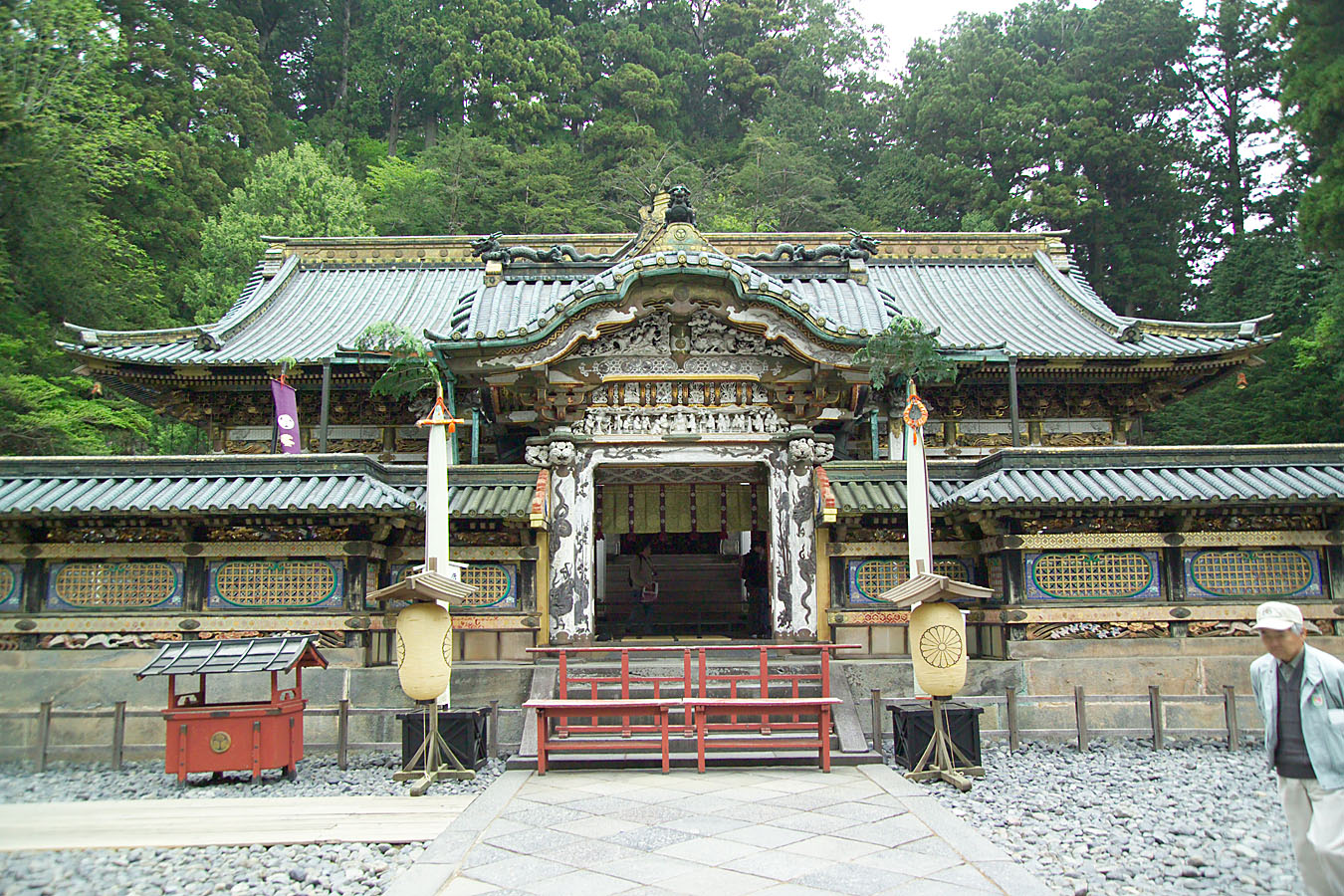
Карамон, за ним Хайдэн и Хондэн
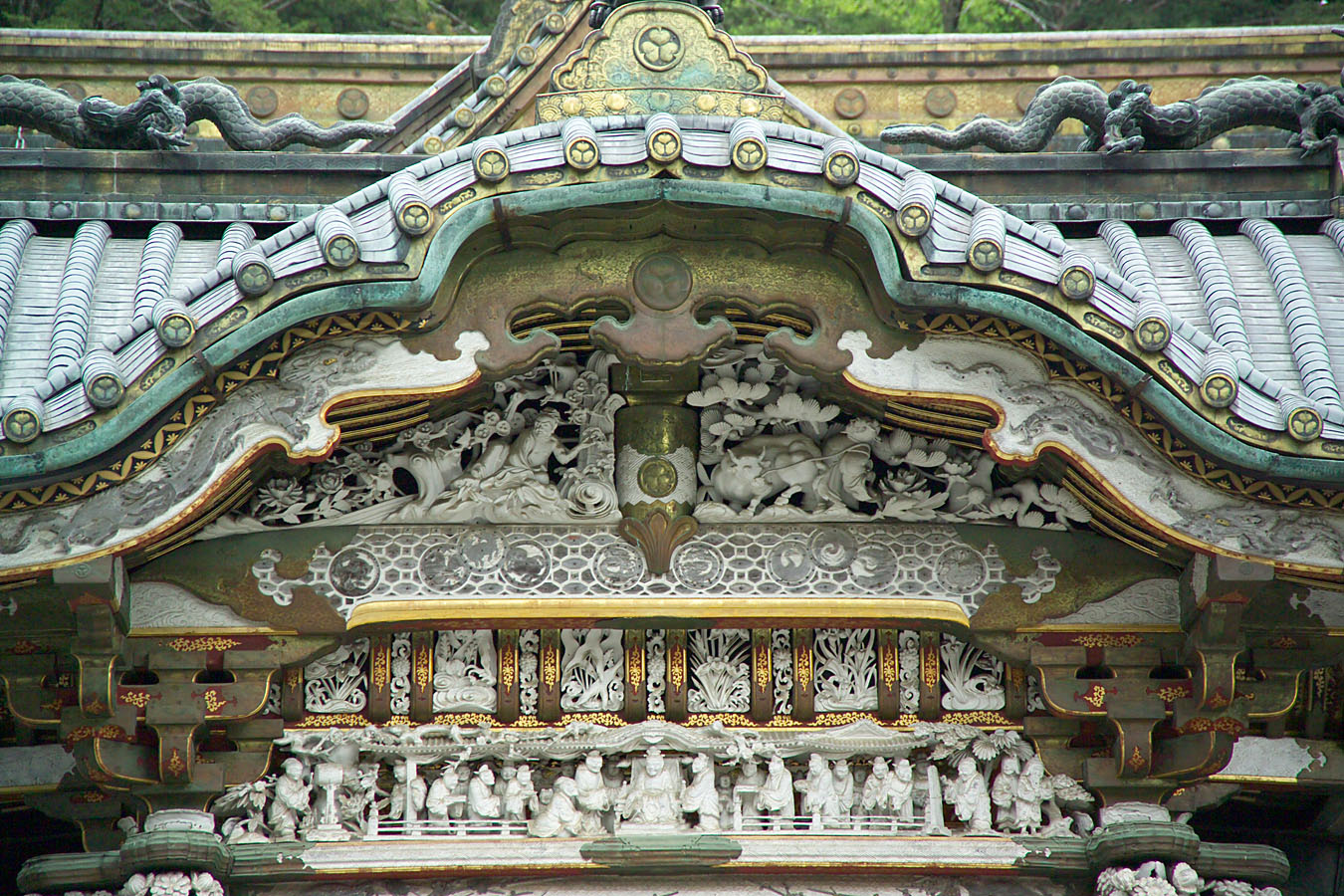
Декоративные украшения Kарамон
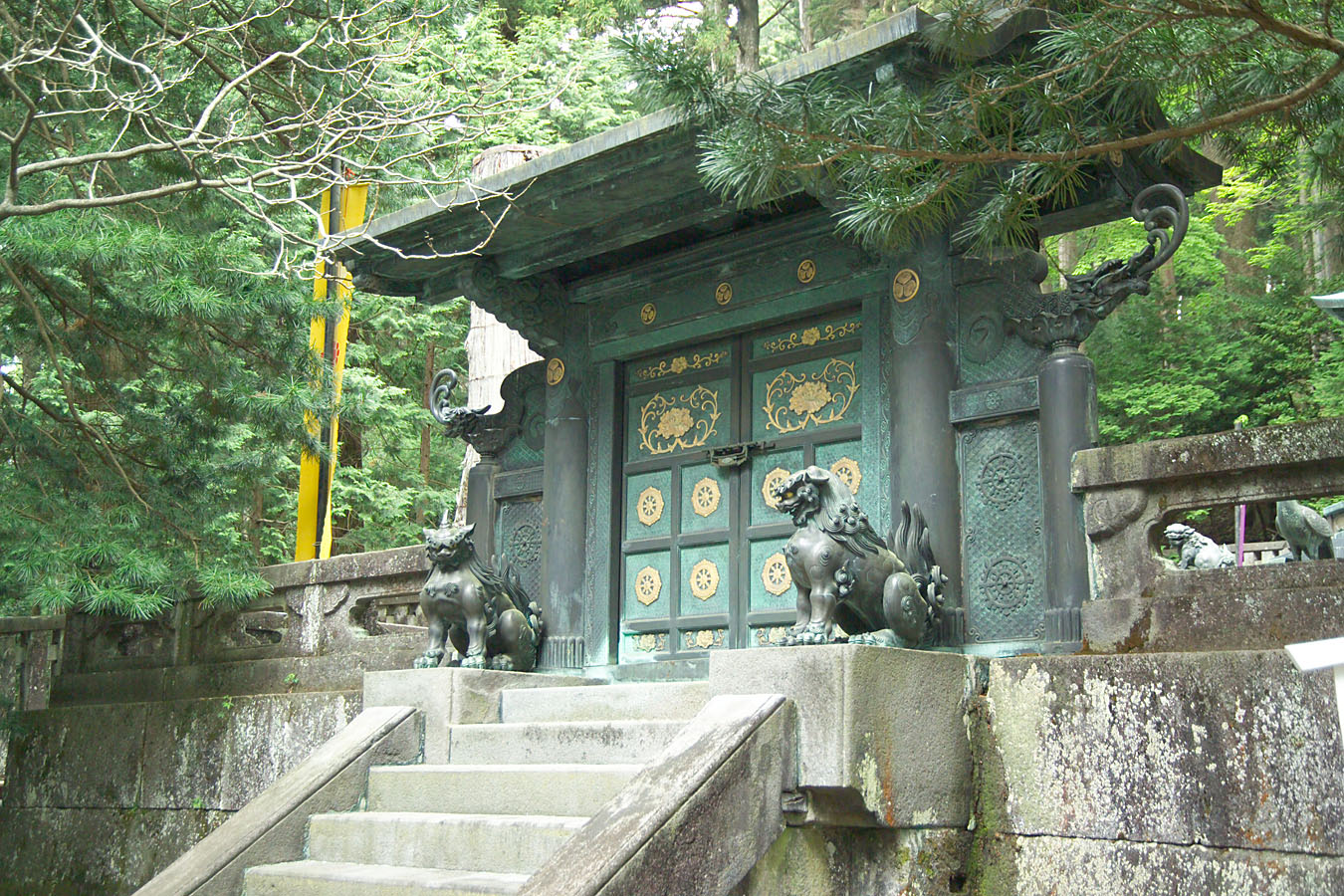
Внутренняя, состоящая из металла, часть храма
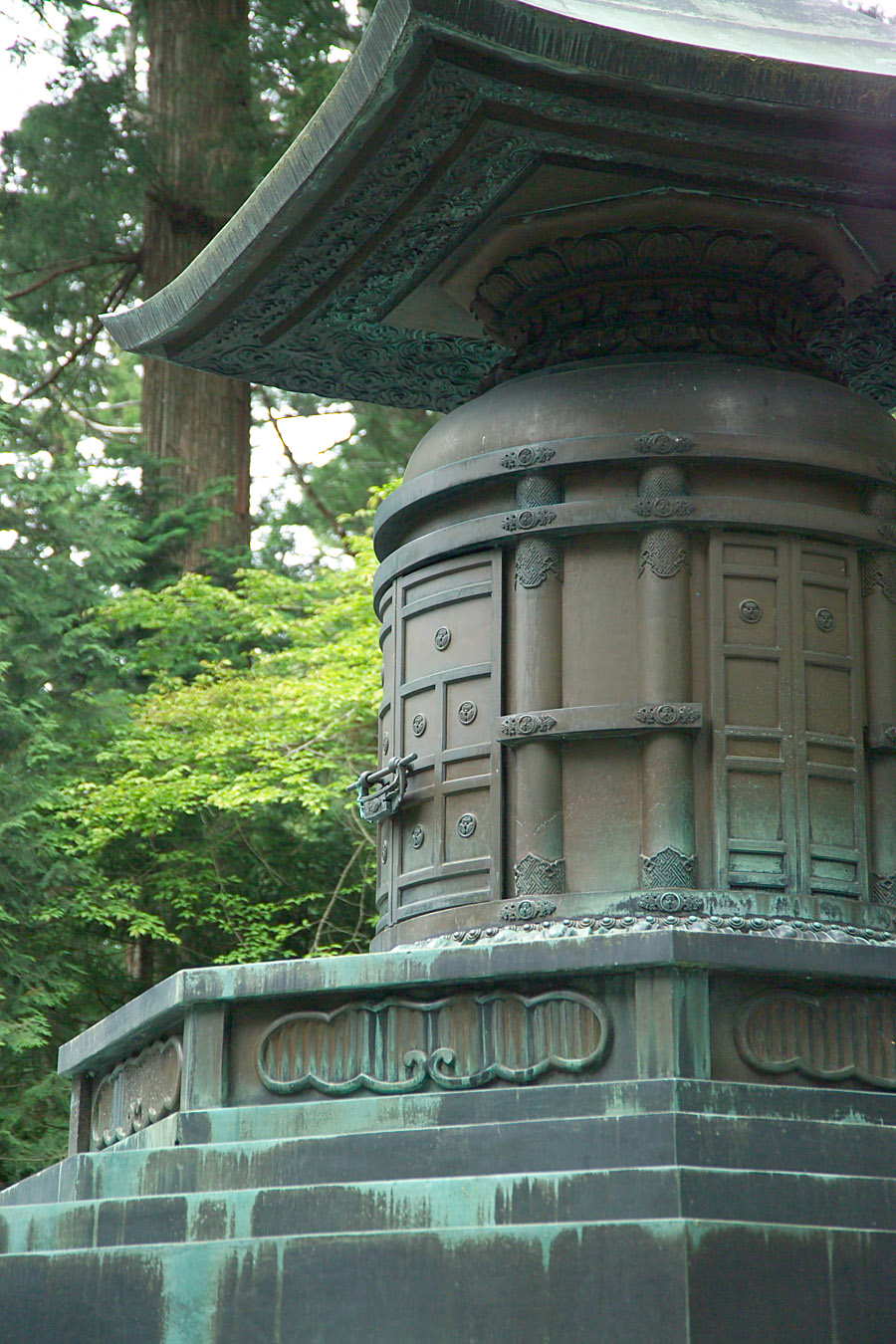
Святилище Окуся-хото с урной, хранящей останки Иэясу